# Charles Sabouret
Charles Joseph Marie Sabouret (ur. 8 czerwca 1884 w Périgueux, zm. 18 kwietnia 1967 w Nicei) – francuski łyżwiarz figurowy, startujący w parach sportowych z żoną Simone Sabouret. Uczestnik igrzysk olimpijskich (1920, 1924).

## Osiągnięcia
Z Simone Sabouret
| Igrzyska olimpijskie | 7 | 9 |